# Odorrana yentuensis
Odorrana yentuensis är en groddjursart som beskrevs av Tran, Orlov och Nguyen 2008. Odorrana yentuensis ingår i släktet Odorrana och familjen egentliga grodor. Inga underarter finns listade i Catalogue of Life.